# Liste der Menhire in Sachsen
Die Liste der Menhire in Sachsen umfasst alle bekannten Menhire auf dem Gebiet des heutigen Bundeslandes Sachsen.

## Liste der Menhire
- Menhir: Nennt die Bezeichnung des Menhirs sowie gebräuchliche Alternativbezeichnungen
- Ort: Nennt die Gemeinde und ggf. den Ortsteil, in dem sich der Menhir befindet.
- Landkreis: Nennt den Landkreis, dem die Gemeinde angehört. L: Leipzig/Landkreis Leipzig; MEI: Landkreis Meißen; TDO: Landkreis Nordsachsen
- Typ: Unterscheidung verschiedener Untertypen:[1]
  - Menhir: ein einzeln stehender, unverzierter und nicht mit einem Grab verbundener Stein
  - Menhiranlage: eine Gruppe aufgerichteter Steine mit anderer als kreisförmiger oder linearer bzw. mit unklarer Anordnung
  - Monolith: sonstiger Stein mit Menhircharakter

### Erhaltene Menhire
| Menhir                                                     | Ort                    | Landkreis | Typ      | Anmerkungen | Bild                         |
| ---------------------------------------------------------- | ---------------------- | --------- | -------- | --- | ---------------------------- |
| Menhir von Bucha („Der spitze Stein“)                      | Cavertitz, OT Bucha    | TDO       | Menhir   | möglicherweise ursprünglich Teil der Steinumfassung eines bronzezeitlichen Grabhügels                                          | Der spitze Stein von Bucha   |
| Menhir von Döben („Der hohe Stein“)                        | Grimma, OT Döben       | L         | Menhir   | | Der hohe Stein von Döben     |
| Menhir von Steudten                                        | Stauchitz, OT Steudten | MEI       | Monolith | | Menhir von Steudten          |
| Menhir I im Thümmlitzwald                                  | Grimma                 | L         | Monolith | zu DDR-Zeiten vor eine Schule umgesetzt, nach der Wiedervereinigung an seinen ursprünglichen Standort zurückgebracht           | Menhir I im Thümmlitzwald    |
| Menhir II im Thümmlitzwald                                 | Grimma                 | L         | Monolith | einer der höchsten Menhire Deutschlands; in den 1950ern umgefallen und zerbrochen, 1981 zusammengefügt und wieder aufgerichtet | Menhir II im Thümmlitzwald   |
| Menhir von Zschoppach (Menhir von Draschwitz, „Rugestein“) | Grimma, OT Zschoppach  | L         | Menhir   | | Der Rugestein von Zschoppach |

### Zerstörte Menhire
| Menhir                                     | Ort                     | Landkreis | Typ               | Anmerkungen | Bild |
| ------------------------------------------ | ----------------------- | --------- | ----------------- | --- | ---- |
| Menhir am Kuhturm                          | Leipzig                 | L         | Menhir            | |      |
| Menhiranlage von Grimma („Am hohen Stein“) | Grimma                  | L         | Menhiranlage      | 1944 zerstört |      |
| Menhir von Großstorkwitz                   | Pegau, OT Großstorkwitz | L         | Menhir            | vor 1856 ins Altertumsmuseum im Großen Garten in Dresden umgesetzt, wo er 1945 bei den Luftangriffen auf Dresden zerstört wurde |      |
| Menhir von Hohenleina                      | Krostitz, OT Hohenleina | TDO       | Menhir            | 1850 zerstört |      |
| Menhir von Jesewitz                        | Jesewitz                | TDO       | vermutlich Menhir | 1860 zerstört |      |